# دولاتس، برانه
شهر دولاتس (به روسی: Долац) در کشور مونته‌نگرو واقع شده‌است. جمعیت این شهر ۱٬۲۹۳ نفر  است.